# Peter Bellinger Brodie (Paläontologe)
Peter Bellinger Brodie (* 1815 in London; † 1. November 1897 in Rowington) war ein britischer Paläontologe, Botaniker und Geistlicher. Sein offizielles botanisches Autorenkürzel lautet „P.B.Brodie“.
Brodie war der Neffe von Benjamin Collins Brodie und Sohn des Juristen Peter Bellinger Brodie (1778–1854) und wuchs in Lincolns Inn Fields in London auf. Als Jugendlicher begann er sich durch Besuch des Hunterian Museum im Royal College of Surgeons of England, mit dessen Kurator William Clift er in freundschaftliche Verbindung trat, für Fossilien zu interessieren. Clift sorgte dafür, dass er schon 1834 Mitglied der Geological Society of London wurde. Auch beim Studium der Theologie an der Universität Cambridge (Emmanuel College) zogen ihn vor allem die Vorlesungen des Geologen Adam Sedgwick an. 1838 wurde er als anglikanischer Geistlicher ordiniert und hatte Pfarrerstellen in Wylye (Kurat) in Wiltshire, Steeple Claydon in Buckinghamshire,   Down Hatherley (Rektor) in Gloucestershire und Rowington (Vikar, Dean) in Warwickshire.
Er befasste sich besonders mit fossilen Insekten und veröffentlichte 1845 History of the Fossil Insects of the Secondary Rocks of England.
Henri Milne-Edwards benannte die zu den Asseln gehörige Archaeoniscus Brodiei aus den Purbeck-Schichten (in denen er viel sammelte) nach ihm. Brodie erstbeschrieb zum Beispiel die Gattung Naiadita der Marchantiopsida und die Art Naiadita lanceolata (1845).
Er war aktives Mitglied des Cotteswold Naturalist's Club und der Warwickshire Natural History and Archaeological Society und 1854 Gründer des Warwickshire Naturalists' and Archaeologists' Field Club. 1887 erhielt er die Murchison-Medaille.